# Aeonium tabuliforme

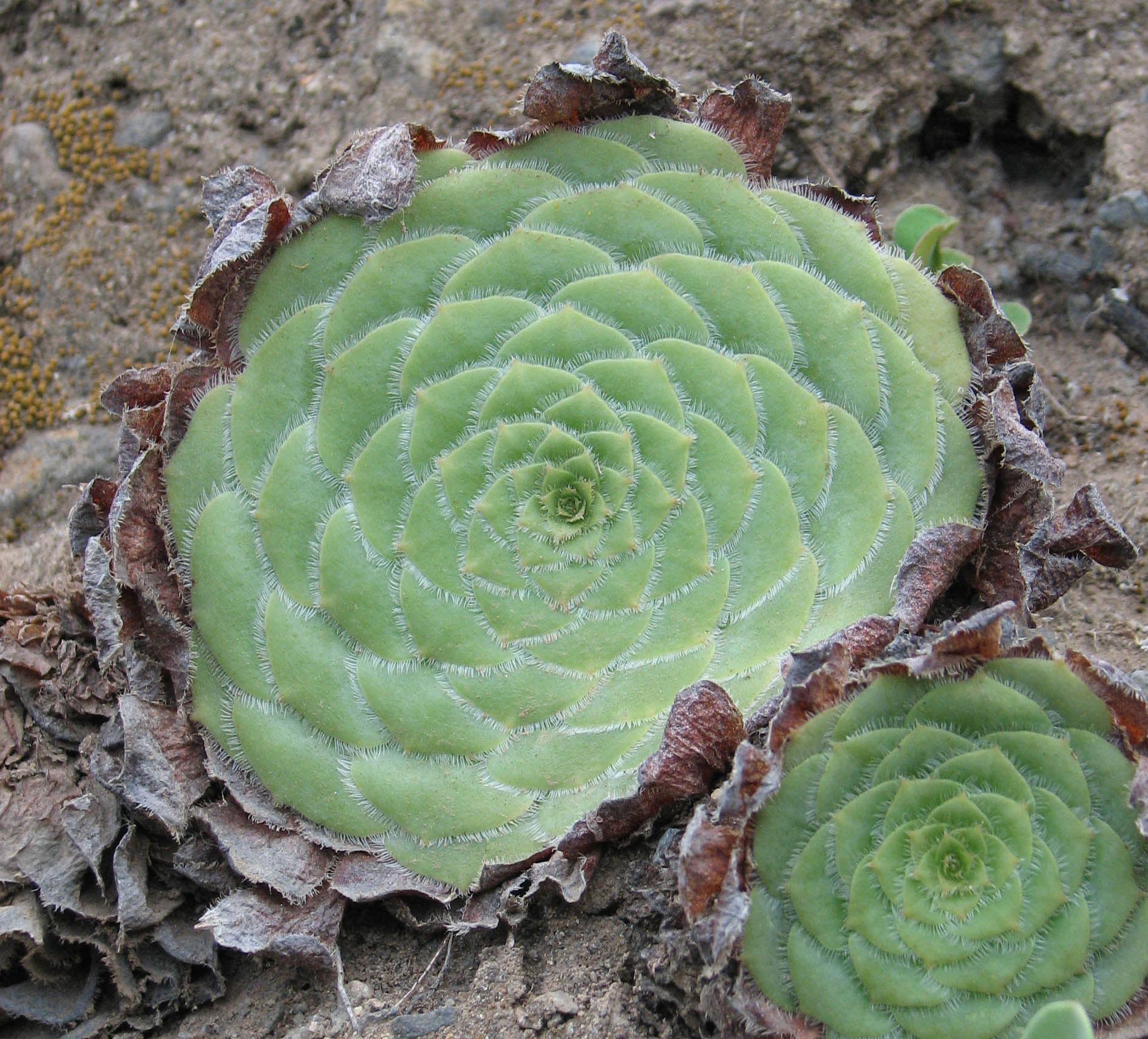
Aeonium tabuliforme

Aeonium tabuliforme és una espècie de planta suculenta del gènere Aeonium, de la família de les Crassulaceae.

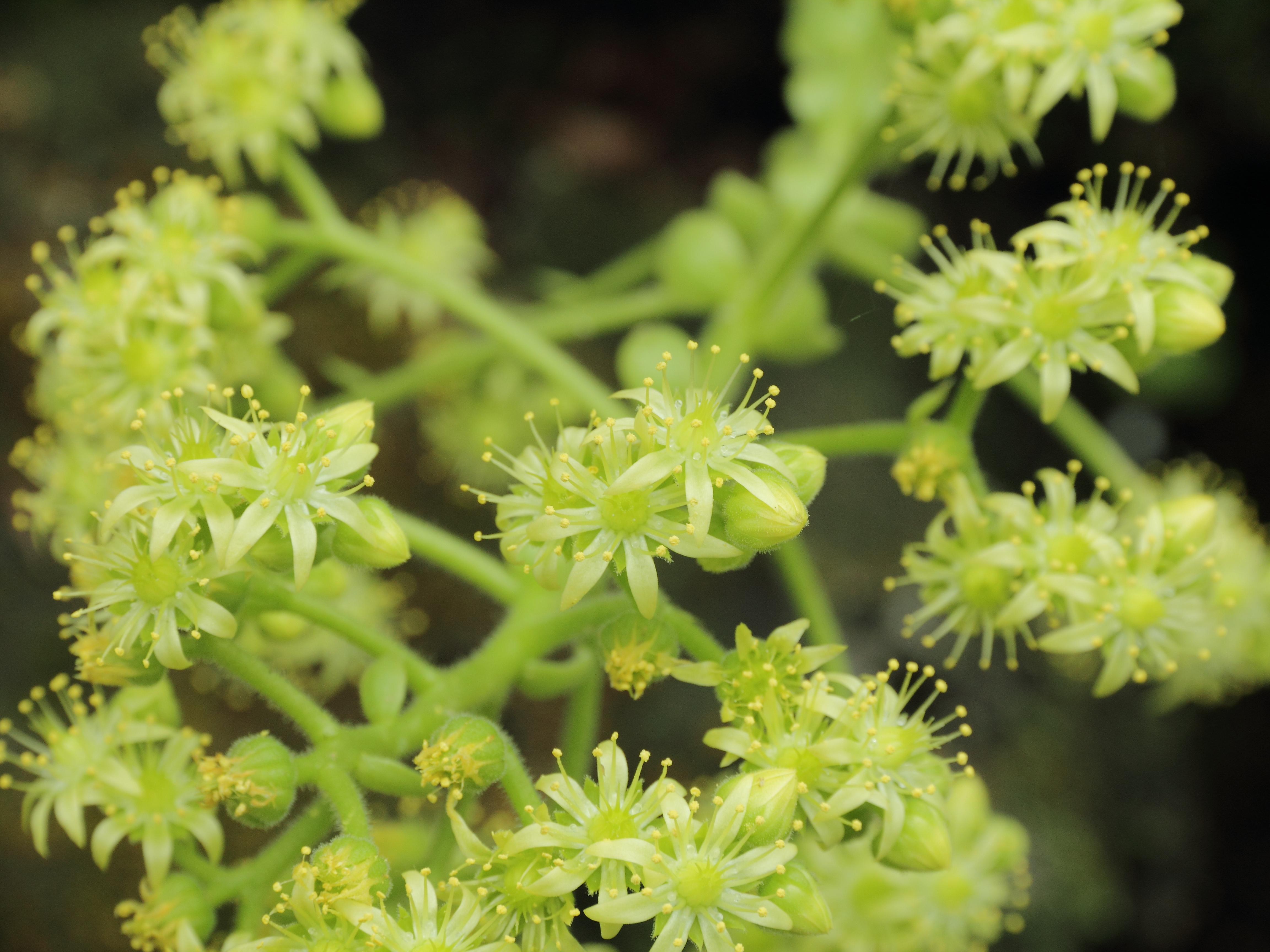
Flors

## Descripció
És una herbàcia suculenta, biennal o perenne, llarga i finament arrelada, aferrada a el terreny per unes llargues i fines arrels, amb tija molt curta i llenyosa al voltant de la què es genera una roseta basal d'uns 10 a 40 cm de diàmetre, plana, molt densa, amb entre 100 a 200 fulles, que es desenvolupen imbricades les unes amb les altres i seguint un disseny geomètric radial gairebé perfecte. Moltes vegades, aquestes rosetes, que recorden a un plat, creixen tan enganxades a les roques que li serveixen de base que acaben adaptant-se a elles i prenent la forma del seu irregular superfície. Ocasionalment produeix rosetes laterals al voltant de la roseta principal.
Les fulles, d'uns 4 a 20 cm de longitud i 2 a 4 cm d'ample, són simples, sèssils, amplament espatulades, llises o lleugerament piloses, arrodonides o mucronades a l'àpex; les vores amb cilis fins, llargs i de color blanquinós. El seu color habitual és d'un verd pàl·lid a verd intens, però en situacions molt assolellades es tenyeixen de tonalitats vermelloses, especialment en les seves vores. Un cop mortes persisteixen molt de temps adherides a la tija, formant una segona, oculta i tova roseta sota les fulles noves.
Les seves petites flors estrellades, de color groc pàl·lid i al voltant d'1 cm de diàmetre, s'agrupen en denses inflorescències terminals, més o menys ovoides, de 15 a 30 cm de longitud, amb ramificació laxa, i sostingudes per una tija floral d'uns 12 a 30 cm de llarg, que sorgeix del mateix centre de la roseta foliar. Cada flor presenta un calze acopat, pilós, dividit en 7 a 9 sèpals més o menys lanceolats d'uns 3 a 4 mm de longitud, una corol·la amb 7 a 9 pètals oblongo-lanceolats de 6 a 7 mm de llarg, verds al revers i groguencs a l'anvers, i doble quantitat d'estams amb filaments filiformes blancs i les anteres grogues.
La floració es produeix en els mesos de maig i agost, sent una de les poques espècies d'aquest gènere que floreix a l'estiu. En fructificar produeixen una gran quantitat de diminutes llavors marrons.

## Distribució
Espècie rupícola endèmica de la costa nord de l'illa de Tenerife, a les Canàries, relativament freqüent en cingles, escarpes, talussos i murs orientats a nord i nord-oest, des de gairebé el nivell de la mar fins al límit inferior de la Laurisilva. Abunda molt localment, formant belles colònies en alguns enclavaments de Bajamar, Taganana, Sant Juan de la Rambla, El Carrizal ... Aquestes plantes suculentes, totalment planes, creixen en esquerdes verticals de les colades de lava en vessants força forts, a uns 500 m d'altitud, que solen encarar al nord o al nord-oest. Aquesta col·locació permet a les corones vessar aigua, evitant eficaçment el podriment.

## Taxonomia
Aeonium tabuliforme Webb & Berthel. va ser descrita per Philip Barker Webb i Sabin Berthelot i publicada a Histoire Naturelle des Îles Canaries. Paris. 3(2:1): 185.1840.

## Usos
És una bonica espècie ornamental, especialment adequada per a murs o parets verticals, o per a zones inclinades de jardins de rocalla, i mai per al sòl ni per a testos, ja que difícilment suporta el creixement en posició horitzontal. Però l'ús ornamental d'aquesta bella planteta ha de limitar-se a les seves àrees de distribució natural, donat l'alt poder d'hibridació de totes les espècies d'aquest gènere, i els perills de contaminació genètica que això comporta, a més tenint un rigorós respecte a les seves poblacions naturals .

## Propietats medicinals
El suc de les seves fulles té qualitats refrescants, analgèsiques i dermátiques, emprant-se en algunes localitats per rentats oculars. Externament, es poden utilitzar emplastres de les seves fulles picades per curar cremades, cicatritzar ferides i rebaixar la inflamació d'hematomes causats per cops o caigudes.